# Museo Diocesano (Cortona)

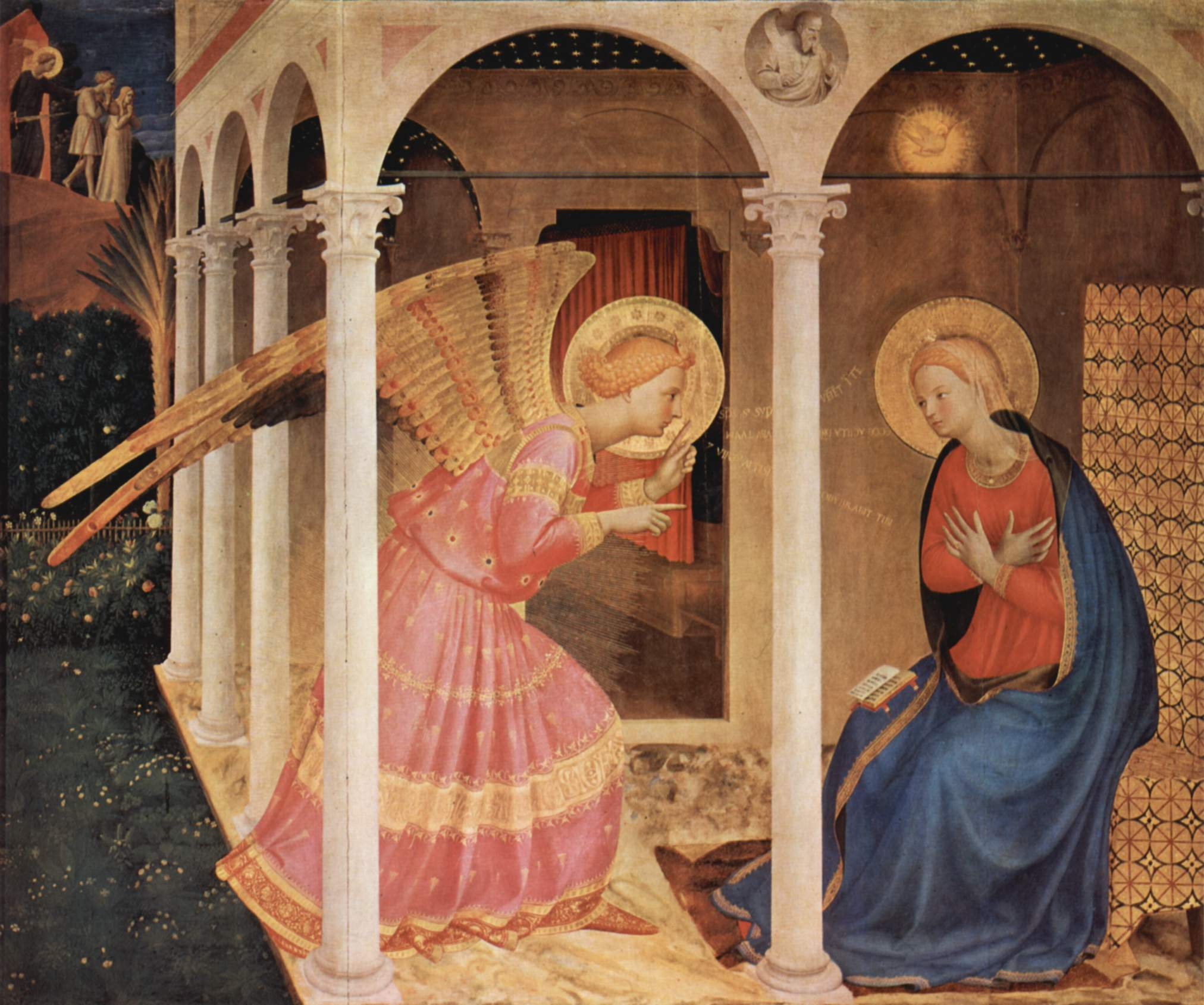
La Anunciación de Fra Angelico en el museo.

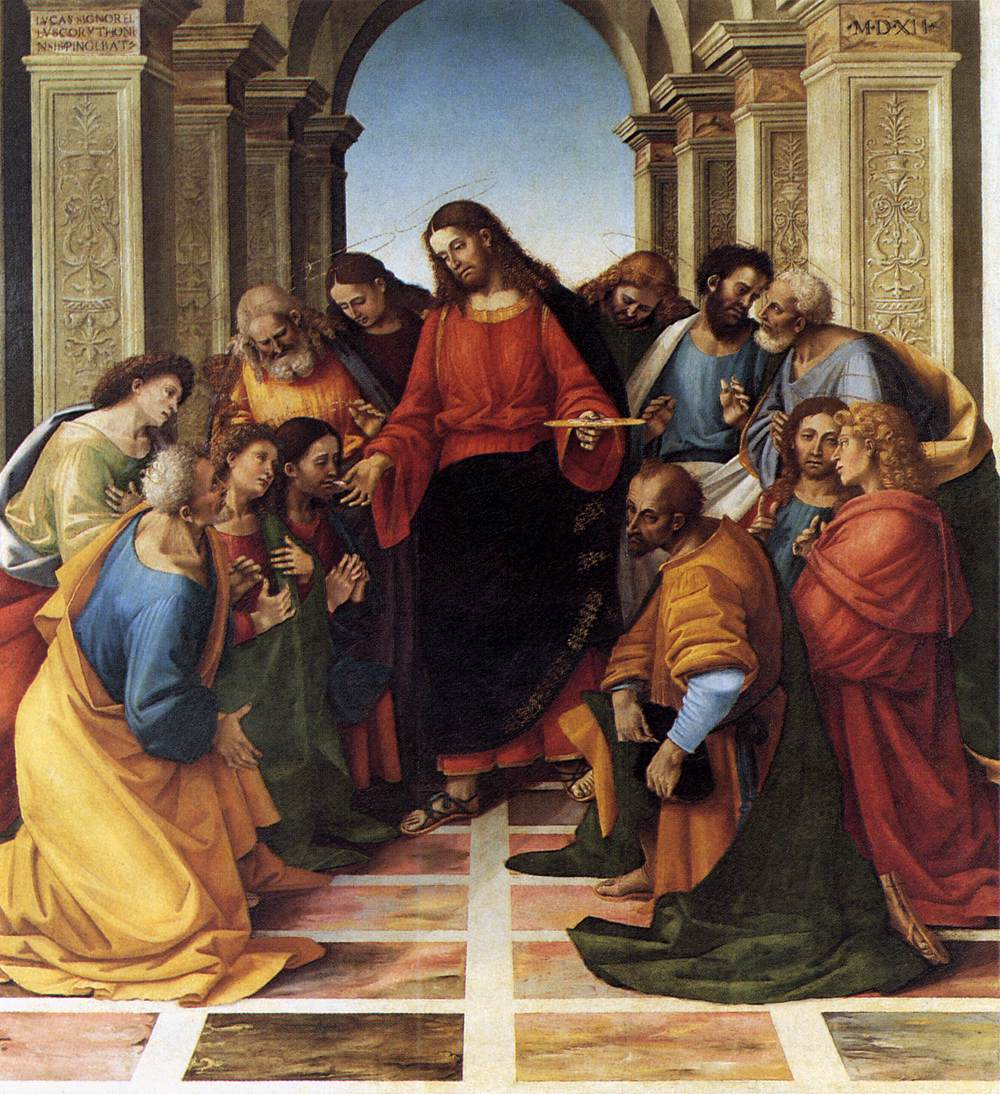
Communión de los Apóstoles, de Luca Signorelli, 1512.

El Museo Diocesano en Cortona es un museo de arte en Cortona, Toscana, Italia. Ubicado en el antiguo sitio de la Iglesia local de Gesù, alberga obras de arte de artistas como Fra Angelico, Pietro Lorenzetti, Bartolomeo della Gatta, Luca Signorelli y Sassetta. El objeto más antiguo del museo es un sarcófago de mármol del siglo II d. C., que representa la batalla de Dionisio.
Una sala del museo está dedicada específicamente a las obras de Luca Signorelli y su taller, y destaca el vínculo entre Signorelli y su ciudad natal, y corresponde a los últimos años de trabajo del artista, desde 1512 hasta 1523, el año de su muerte. Diez de las obras llevan la firma personal de Signorelli, las otras se supone que son de su taller.
Giorgio Vasari calificó como "una rara forma de arte" a la gran pintura al temple de la "Lamentación de Cristo", que solía estar en la iglesia de Santa Margarita de Cortona. La predela, en la que Girolamo Genga también pudo haber trabajado, muestra escenas de la Pasión como la de La Última Cena, La Agonía en el Huerto, y la Flagelación de Cristo.  La Comunión de los Apóstoles, de Signorelli, fue pintada para el altar mayor de la Iglesia de Gesù, y tiene una iconografía inusual en la que los apóstoles se reúnen en semicírculo, de pie o arrodillados y alrededor de la figura de Cristo. Solo  Judas, ocultando sus 30 monedas de plata mira hacia al espectador, su mirada revela la lucha interior de la traición. Otro trabajo atribuido a Signorelli, o a su taller, es la Asunción de la Virgen de la Catedral de Cortona de 1519–1520
Otras obras de arte importantes del museo son:
- El Tríptico de Cortona de Fra Angelico
- Virgen y el Niño de Niccolò di Segna (c. 1336)
- Una gran cruz pintada por Pietro Lorenzetti (1315–1320, de la iglesia de San Marcos)
- Maestà por Pietro Lorenzetti
- Tríptico de la  Virgen de la Humildad con Santos  por Sassetta (c. 1434)
- Asunción por Bartolomeo della Gatta (1470–1475)
- Éxtasis de Santa Margarita de Cortona por Giuseppe Maria Crespi (1701)